# Busto (album)
Pour les articles homonymes, voir Busto.
Amália Rodrigues, plus connu sous le titre Busto ou encore Asas Fechadas, est un album enregistré par Amália Rodrigues et publié en 1962 par le label Columbia. L'album est marqué par la collaboration d'Amália avec son nouvel auteur Alain Oulman. Elle est accompagnée par les musiciens José Nunes à la guitare portugaise, Castro Mota à la guitare et par Alain Oulman au piano. Les chansons furent enregistrées au théâtre Taborda de Lisbonne. La pochette de l'album est illustrée par un buste d'Amália sculpté par Joaquim Valente et photographié par Nuno Calvet.
L'album est classé en 2009 par la revue portugaise Blitz parmi les 50 meilleurs albums portugais des 50 dernières années et élu second meilleur album pour les années 1960,.

## Liste des titres
| No | Titre                  | Auteur                                        | Durée |
| -- | ---------------------- | --------------------------------------------- | ----- |
| 1. | Asas Fechadas          | Luís Macedo, Alain Oulman                     |       |
| 2. | Cais d'Outrora         | Luís Macedo, Alain Oulman                     |       |
| 3. | Estranha forma de vida | Amália Rodrigues, Alfredo "Marceneiro" Duarte |       |
| 4. | Maria Lisboa           | David Mourão-Ferreira, Alain Oulman           |       |
| 5. | Madrugada de Alfama    | David Mourão-Ferreira, Alain Oulman           |       |
| 6. | Abandono               | David Mourão-Ferreira, Alain Oulman           |       |
| 7. | Aves Agoirentas        | David Mourão-Ferreira, Alain Oulman           |       |
| 8. | Povo que lavas no rio  | Pedro Homem de Mello, Joaquim Campos          |       |
| 9. | Vagamundo              | Luís Macedo, Alain Oulman                     |       |